# Geschützter Landschaftsbestandteil Kleingewässer Hückinghausen

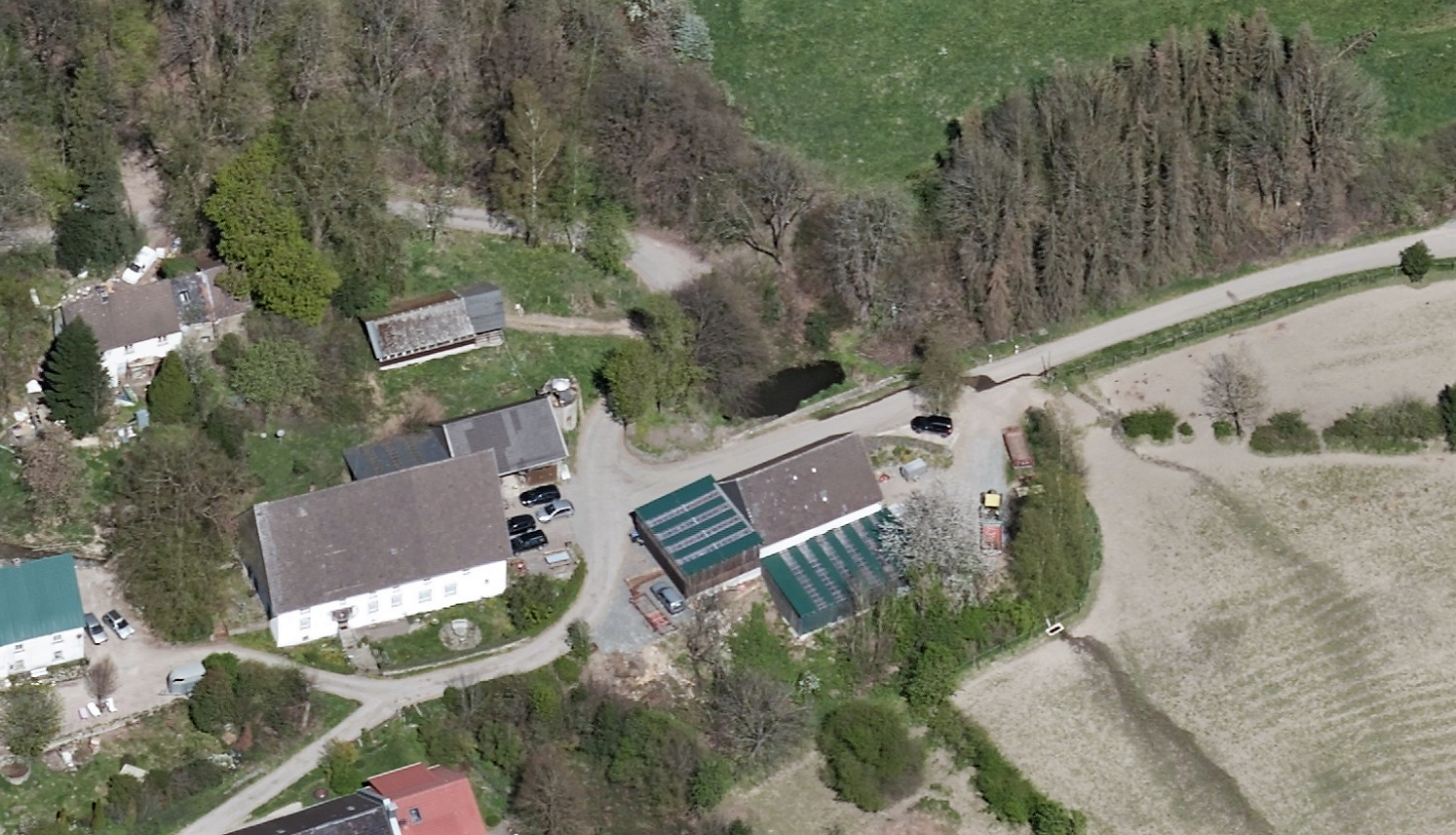
Geschützter Landschaftsbestandteil Kleingewässer Hückinghausen

Der Geschützte Landschaftsbestandteil Kleingewässer Hückinghausen mit einer Flächengröße von 0,08 ha liegt auf dem Gebiet der kreisfreien Stadt Hagen in Nordrhein-Westfalen. Der LB wurde 1994 mit dem Landschaftsplan der Stadt Hagen vom Stadtrat von Hagen ausgewiesen.

## Beschreibung
Beschreibung im Landschaftsplan: „Es handelt sich um ein Kleingewässer mit Baumbestand östlich von Hückinghausen. Der Bereich ist vom Deutschen Bund für Vogelschutz gepachtet und gestaltet worden.“

## Schutzzweck
Laut Landschaftsplan erfolgte die Ausweisung „zur Sicherung der Leistungsfähigkeit des Naturhaushalts durch Erhalt eines Lebensraumes für die charakteristischen Tier- und Pflanzenarten der Kleingewässer sowie durch Erhalt wertvoller Altholzbestände“.